# Бронницкое городище

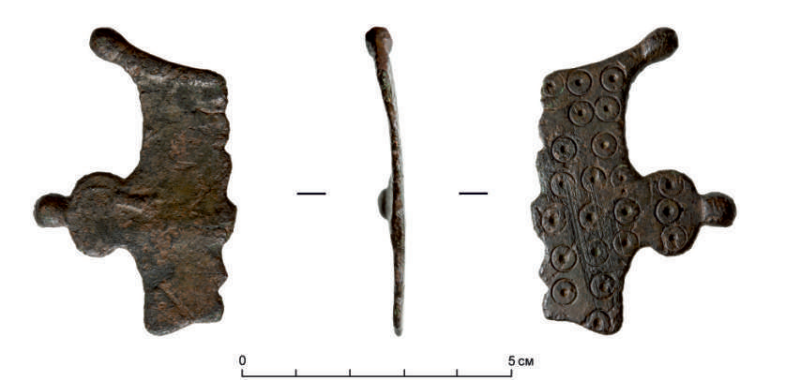
Фрагмент креста с Бронницкого городища

Бро́нницкое городище — городище V—VIII веков в селе Бронница в Новгородском районе Новгородской области, имело наибольшее сходство с укреплённым ступенчатыми эскарпами поселением Рюриково Городище 2 (VII—VIII века), было заброшено до середины X века до распространения в Приильменье гончарной керамики. В 2014 году во время раскопок на раннесредневековом Бронницком городище (комплекс VII), была обнаружена часть креста. Реконструировать размеры бронницкого креста по аналогиям достаточно сложно, поскольку схожие выносные византийские кресты отличаются большим разнообразием. Исходя из массивности фрагмента, найденного на городище, можно лишь предположить, что целое изделие имело размеры не менее 170 × 240 мм. По стилю и массивности крест следует отнести скорее к третьей четверти 1-го тыс. н. э., дата достаточно расплывчата: VI — первая половина X века.

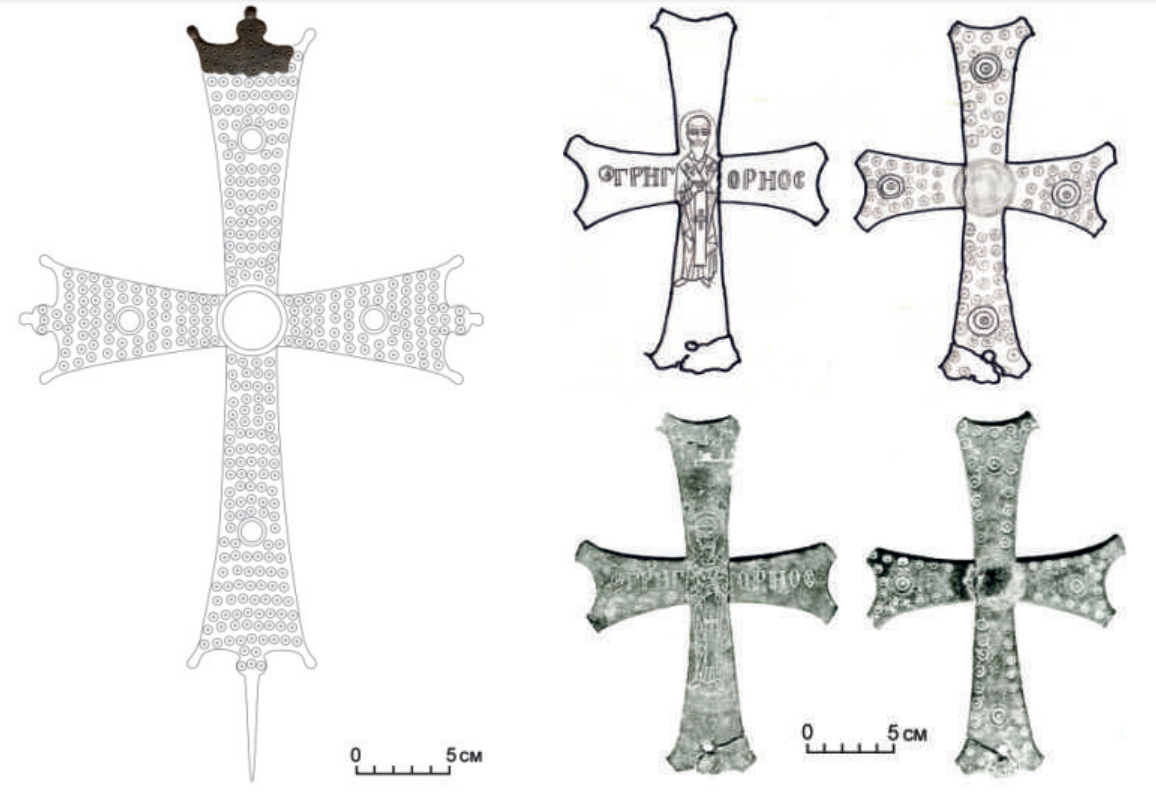
Возможная реконструкция креста с Бронницкого городища (слева) и процессионный крест с территории Болгарии, украшенный циркульным орнаментом, X в. (справа)